# Puchar Świata juniorów w łyżwiarstwie szybkim 2012/2013
Puchar Świata juniorów w łyżwiarstwie szybkim 2012/2013 był piątą edycją tej imprezy. Cykl rozpoczął się w Calgary 15 listopada 2012 roku, a zakończył 17 lutego 2014 w Klobenstein.
Puchar Świata rozegrany został w 7 miastach, w 6 krajach, na 3 kontynentach. Zawody w Astanie zostały odwołane.

## Medaliści zawodów

### Kobiety
| Lp.    | Data                 | Miejscowość     | Konkurencja            | 1 miejsce          | 2 miejsce           | 3 miejsce             |
| ------ | -------------------- | --------------- | ---------------------- | ------------------ | ------------------- | --------------------- |
| 1. PŚJ | 15–16 listopada 2012 | Calgary         | 500 m (15.11)          | Kate Hanly         | Kako Yamane         | Konami Soga           |
| 1. PŚJ | 15–16 listopada 2012 | Calgary         | 1000 m (15.11)         | Kate Hanly         | Saori Toi           | Kako Yamane           |
| 1. PŚJ | 15–16 listopada 2012 | Calgary         | 3000 m (16.11)         | Nene Sakai         | Saori Toi           | Josie Spence          |
| 1. PŚJ | 15–16 listopada 2012 | Calgary         | 500 m (16.11)          | Kako Yamane        | Kate Hanly          | Konami Soga           |
| 1. PŚJ | 15–16 listopada 2012 | Calgary         | 1500 m (16.11)         | Natsumi Takayama   | Saori Toi           | Josie Spence          |
| 1. PŚJ | 15–16 listopada 2012 | Calgary         | Start masowy (16.11)   | Nene Sakai         | Josie Spence        | Natsumi Takayama      |
| 2. PŚJ | 17–18 grudnia 2012   | Mińsk           | 500 m (17.12)          | Vanessa Bittner    | Doreen Lamb         | Bente van den Berge   |
| 2. PŚJ | 17–18 grudnia 2012   | Mińsk           | 1000 m (17.12)         | Vanessa Bittner    | Reina Anema         | Doreen Lamb           |
| 2. PŚJ | 17–18 grudnia 2012   | Mińsk           | 3000 m (17.12)         | Reina Anema        | Jade van der Molen  | Leia Behlau           |
| 2. PŚJ | 17–18 grudnia 2012   | Mińsk           | 500 m (18.12)          | Vanessa Bittner    | Doreen Lamb         | Bente van den Berge   |
| 2. PŚJ | 17–18 grudnia 2012   | Mińsk           | 1500 m (18.12)         | Reina Anema        | Jade van der Molen  | Ineke Dedden          |
| 2. PŚJ | 17–18 grudnia 2012   | Mińsk           | Start masowy (18.12)   | Ineke Dedden       | Jade van der Molen  | Reina Anema           |
| 3. PŚJ | 8–9 grudnia 2012     | Inzell          | 500 m (8.12)           | Kwak Hae-ri        | Vanessa Bittner     | Antoinette de Jong    |
| 3. PŚJ | 8–9 grudnia 2012     | Inzell          | 1500 m (8.12)          | Antoinette de Jong | Heo Yoon-hee        | Reina Anema           |
| 3. PŚJ | 8–9 grudnia 2012     | Inzell          | Bieg drużynowy (8.12)  | Holandia           | Korea Południowa    | Japonia               |
| 3. PŚJ | 8–9 grudnia 2012     | Inzell          | 1000 m (9.12)          | Antoinette de Jong | Vanessa Bittner     | Kaitlyn McGregor      |
| 3. PŚJ | 8–9 grudnia 2012     | Inzell          | 3000 m (9.12)          | Reina Anema        | Park Cho-weon       | Jade van der Molen    |
| 3. PŚJ | 8–9 grudnia 2012     | Inzell          | Start masowy (9.12)    | Vanessa Bittner    | Ineke Dedden        | Natsumi Takayama      |
| 4. PŚJ | 29–30 grudnia 2012   | Changchun       | 500 m (29.12)          | Zhang Yue          | Kwak Hae-ri         | Fu Yuan               |
| 4. PŚJ | 29–30 grudnia 2012   | Changchun       | 1000 m (29.12)         | Heo Yoon-hee       | Jang Mi             | Xu Le                 |
| 4. PŚJ | 29–30 grudnia 2012   | Changchun       | 3000 m (29.12)         | Park Cho-weon      | Heo Yoon-hee        | Yang Yue              |
| 4. PŚJ | 29–30 grudnia 2012   | Changchun       | 500 m (30.12)          | Park Ji-woo        | Park Cho-won        | Chinatsu Nagaya       |
| 4. PŚJ | 29–30 grudnia 2012   | Changchun       | 1500 m (30.12)         | Jang Mi            | Kwak Hae-ri         | Zhang Yue             |
| 4. PŚJ | 29–30 grudnia 2012   | Changchun       | Start masowy (30.12)   | Wang Jianlu        | Jade van der Molen  | Reina Anema           |
| 5. PŚJ | 12–13 stycznia 2013  | Baselga di Pinè | 500 m (12.01)          | Doreen Lamb        | Patrycja Zachariasz | Kaitlyn McGregor      |
| 5. PŚJ | 12–13 stycznia 2013  | Baselga di Pinè | 1000 m (12.01)         | Kaitlyn McGregor   | Reina Anema         | Jade van der Molen    |
| 5. PŚJ | 12–13 stycznia 2013  | Baselga di Pinè | 3000 m (12.01)         | Jade van der Molen | Reina Anema         | Urszula Włodarczyk    |
| 5. PŚJ | 12–13 stycznia 2013  | Baselga di Pinè | 500 m (13.01)          | Kaitlyn McGregor   | Bente van den Berge | Doreen Lamb           |
| 5. PŚJ | 12–13 stycznia 2013  | Baselga di Pinè | 1500 m (13.01)         | Kaitlyn McGregor   | Jade van der Molen  | Reina Anema           |
| 5. PŚJ | 12–13 stycznia 2013  | Baselga di Pinè | Start masowy (13.01)   | Ineke Dedden       | Jade van der Molen  | Camilla Lund          |
| 6. PŚJ | 19-20 stycznia 2013  | Astana          | 500 m (19.01)          | Odwołano           | Odwołano            | Odwołano              |
| 6. PŚJ | 19-20 stycznia 2013  | Astana          | 1500 m (19.01)         | Odwołano           | Odwołano            | Odwołano              |
| 6. PŚJ | 19-20 stycznia 2013  | Astana          | 500 m (20.01)          | Odwołano           | Odwołano            | Odwołano              |
| 6. PŚJ | 19-20 stycznia 2013  | Astana          | 1000 m (20.01)         | Odwołano           | Odwołano            | Odwołano              |
| 6. PŚJ | 19-20 stycznia 2013  | Astana          | 3000 m (20.01)         | Odwołano           | Odwołano            | Odwołano              |
| 6. PŚJ | 19-20 stycznia 2013  | Astana          | Start masowy (20.01)   | Odwołano           | Odwołano            | Odwołano              |
| 6. PŚJ | 19–20 stycznia 2013  | Roseville       | 500 m (19.01)          | Noémie Fiset       | Sarah Warren        | Maddison Pearman      |
| 6. PŚJ | 19–20 stycznia 2013  | Roseville       | 1000 m (19.01)         | Noémie Fiset       | Sarah Warren        | Jerica Tandiman       |
| 6. PŚJ | 19–20 stycznia 2013  | Roseville       | 3000 m (19.01)         | Noémie Fiset       | Clare Jeong         | Jaclyn Rowe           |
| 6. PŚJ | 19–20 stycznia 2013  | Roseville       | 500 m (20.01)          | Noémie Fiset       | Maddison Pearman    | Sarah Warren          |
| 6. PŚJ | 19–20 stycznia 2013  | Roseville       | 1500 m (20.01)         | Noémie Fiset       | Clare Jeong         | Maddison Pearman      |
| 6. PŚJ | 19–20 stycznia 2013  | Roseville       | Start masowy (20.01)   | Clare Jeong        | Clare Jeong         | Maddison Pearman      |
| 7. PŚJ | 16–17 lutego 2013    | Klobenstein     | 500 m (16.02)          | Kako Yamane        | Vanessa Bittner     | Jelizawieta Kazelina  |
| 7. PŚJ | 16–17 lutego 2013    | Klobenstein     | 1500 m (16.02)         | Reina Anema        | Heo Yoon-hee        | Saori Toi             |
| 7. PŚJ | 16–17 lutego 2013    | Klobenstein     | Bieg drużynowy (17.02) | Holandia           | Korea Południowa    | Rosja                 |
| 7. PŚJ | 16–17 lutego 2013    | Klobenstein     | 1000 m (17.02)         | Vanessa Bittner    | Antoinette de Jong  | Kaitlyn McGregor      |
| 7. PŚJ | 16–17 lutego 2013    | Klobenstein     | 3000 m (17.02)         | Jade van der Molen | Marte Vatn          | Sofie Karoline Haugen |
| 7. PŚJ | 16–17 lutego 2013    | Klobenstein     | Start masowy (16.02)   | Vanessa Bittner    | Jelizaweta Kazelina | Giulia Lollobrigida   |

#### Klasyfikacje
| Lp. | Zawodnik            | Punkty |
| --- | ------------------- | ------ |
| 1.  | Vanessa Bittner     | 300    |
| 2.  | Kako Yamane         | 290    |
| 3.  | Doreen Lamb         | 232    |
| 4.  | Bente van den Berge | 214    |
| 5.  | Kaitlyn McGregor    | 186    |
| 6.  | Kwak Hae-ri         | 180    |
| 7.  | Kate Hanly          | 180    |
| 8.  | Noémie Fiset        | 175    |
| 9.  | Jelizaweta Kazelina | 150    |
| 10. | Sarah Warren        | 122    |

| Lp. | Zawodnik              | Punkty |
| --- | --------------------- | ------ |
| 1.  | Vanessa Bittner       | 280    |
| 2.  | Kaitlyn McGregor      | 255    |
| 3.  | Antoinette de Jong    | 220    |
| 4.  | Reina Anema           | 192    |
| 5.  | Heo Yoon-hee          | 170    |
| 6.  | Kate Hanly            | 140    |
| 7.  | Doreen Lamb           | 135    |
| 8.  | Aleksandra Kaczurkina | 115    |
| 9.  | Kako Yamane           | 115    |
| 10. | Jade van der Molen    | 96     |

| Lp. | Zawodnik           | Punkty |
| --- | ------------------ | ------ |
| 1.  | Reina Anema        | 315    |
| 2.  | Heo Yoon-Hee       | 250    |
| 3.  | Saori Toi          | 145    |
| 4.  | Olga Daniłowa      | 133    |
| 5.  | Jade van der Molen | 130    |
| 6.  | Kaitlyn McGregor   | 117    |
| 7.  | Urszula Włodarczyk | 114    |
| 8.  | Jewgenija Wołkowa  | 101    |
| 9.  | Antoinette de Jong | 100    |
| 10. | Marija Sizowa      | 93     |

| Lp. | Zawodnik              | Punkty |
| --- | --------------------- | ------ |
| 1.  | Jade van der Molen    | 310    |
| 2.  | Reina Anema           | 190    |
| 3.  | Sofie Karoline Haugen | 147    |
| 4.  | Saori Toi             | 136    |
| 5.  | Park Cho-won          | 130    |
| 6.  | Marte Vatn            | 123    |
| 7.  | Leia Behlau           | 105    |
| 8.  | Magdalena Czyszczoń   | 102    |
| 9.  | Nene Sakai            | 95     |
| 10. | Natálie Tauchenová    | 93     |

| Lp. | Zawodnik         | Punkty |
| --- | ---------------- | ------ |
| 1.  | Holandia         | 250    |
| 2.  | Korea Południowa | 200    |
| 3.  | Rosja            | 165    |
| 4.  | Polska           | 126    |
| 5.  | Niemcy           | 120    |
| 6.  | Norwegia         | 107    |
| 7.  | Chiny            | 86     |
| 8.  | Czechy           | 75     |
| 9.  | Kazachstan       | 74     |
| 10. | Włochy           | 72     |

| Lp. | Zawodnik            | Punkty |
| --- | ------------------- | ------ |
| 1.  | Vanessa Bittner     | 250    |
| 2.  | Ineke Dedden        | 180    |
| 3.  | Saskia Alusalu      | 169    |
| 4.  | Jelizaweta Kazelina | 165    |
| 5.  | Giulia Lollobrigida | 141    |
| 6.  | Jade van der Molen  | 140    |
| 7.  | Nikola Zdrahalová   | 121    |
| 8.  | Natsumi Takayama    | 105    |
| 9.  | Nene Sakai          | 100    |
| 10. | Jianlu Wang         | 90     |

### Mężczyźni
| Lp.    | Data                 | Miejscowość     | Konkurencja            | 1 miejsce            | 2 miejsce             | 3 miejsce            |
| ------ | -------------------- | --------------- | ---------------------- | -------------------- | --------------------- | -------------------- |
| 1. PŚJ | 15–16 listopada 2012 | Calgary         | 500 m (15.11)          | Junya Miwa           | Yuto Fujino           | Shota Nakamura       |
| 1. PŚJ | 15–16 listopada 2012 | Calgary         | 1000 m (15.11)         | Junya Miwa           | Yuto Fujino           | Shota Nakamura       |
| 1. PŚJ | 15–16 listopada 2012 | Calgary         | 3000 m (15.11)         | Shota Nakamura       | Takuro Ogawa          | Masahito Obayashi    |
| 1. PŚJ | 15–16 listopada 2012 | Calgary         | 500 m (16.11)          | Junya Miwa           | Yuto Fujino           | Shota Nakamura       |
| 1. PŚJ | 15–16 listopada 2012 | Calgary         | 1500 m (16.11)         | Shota Nakamura       | Junya Miwa            | Vincent De Haître    |
| 1. PŚJ | 15–16 listopada 2012 | Calgary         | Start masowy (16.11)   | Shota Nakamura       | Takuro Ogawa          | Masahito Obayashi    |
| 2. PŚJ | 17–18 grudnia 2012   | Mińsk           | 500 m (17.12)          | Darsil Essamambo     | Denis Butakow         | Simen Spieler Nilsen |
| 2. PŚJ | 17–18 grudnia 2012   | Mińsk           | 1000 m (17.12)         | Kai Verbij           | Władimir Zarowczackij | Gerben Jorritsma     |
| 2. PŚJ | 17–18 grudnia 2012   | Mińsk           | 3000 m (17.12)         | Simen Spieler Nilsen | Andrea Giovannini     | Paul-Yme Brunsmann   |
| 2. PŚJ | 17–18 grudnia 2012   | Mińsk           | 500 m (18.12)          | Darsil Essamambo     | Denis Butakow         | Simen Spieler Nilsen |
| 2. PŚJ | 17–18 grudnia 2012   | Mińsk           | 1500 m (18.12)         | Kai Verbij           | Jewgienij Nazarow     | Paul-Yme Brunsmann   |
| 2. PŚJ | 17–18 grudnia 2012   | Mińsk           | Start masowy (18.12)   | Simen Spieler Nilsen | Andrea Giovannini     | So Han-jae           |
| 3. PŚJ | 8–9 grudnia 2012     | Inzell          | 500 m (8.12)           | Konstantin Nikitin   | Yu Tian               | Kim Tae-yun          |
| 3. PŚJ | 8–9 grudnia 2012     | Inzell          | 1500 m (8.12)          | Seo Jeong-soo        | Simen Spieler Nilsen  | Junya Miwa           |
| 3. PŚJ | 8–9 grudnia 2012     | Inzell          | Bieg drużynowy         | Holandia             | Włochy                | Szwecja              |
| 3. PŚJ | 8–9 grudnia 2012     | Inzell          | 1000 m (9.12)          | Fan Yang             | Kim Tae-yun           | Konstantin Nikitin   |
| 3. PŚJ | 8–9 grudnia 2012     | Inzell          | 3000 m (9.12)          | Seo Jeong-soo        | David Andersson       | Andrea Giovannini    |
| 3. PŚJ | 8–9 grudnia 2012     | Inzell          | Start masowy (18.12)   | Takuro Ogawa         | Gerben Jorritsma      | Nils van der Poel    |
| 4. PŚJ | 29–30 grudnia 2012   | Changchun       | 500 m (29.12)          | Bai Qiuming          | Tian Yu               | Yang Fan             |
| 4. PŚJ | 29–30 grudnia 2012   | Changchun       | 1000 m (29.12)         | Kim Tae-yun          | Yang Fan              | Kim Yeong-jin        |
| 4. PŚJ | 29–30 grudnia 2012   | Changchun       | 3000 m (29.12)         | Seo Jeong-soo        | Yang Fan              | So Han-jae           |
| 4. PŚJ | 29–30 grudnia 2012   | Changchun       | 500 m (30.12)          | Bai Qiuming          | Kim Tae-yun           | Tian Yu              |
| 4. PŚJ | 29–30 grudnia 2012   | Changchun       | 1500 m (30.12)         | Yang Fan             | Kim Yeong-jin         | Liu Yiming           |
| 4. PŚJ | 29–30 grudnia 2012   | Changchun       | Start masowy (30.12)   | Yang Fan             | Li Xuefeng            | Liu Yiming           |
| 5. PŚJ | 12–13 stycznia 2013  | Baselga di Pinè | 500 m (12.01)          | Gerben Jorritsma     | Darsil Essamambo      | Armin Hager          |
| 5. PŚJ | 12–13 stycznia 2013  | Baselga di Pinè | 1000 m (12.01)         | Kai Verbij           | Armin Hager           | Thijs Roozen         |
| 5. PŚJ | 12–13 stycznia 2013  | Baselga di Pinè | 3000 m (12.01)         | Andrea Giovannini    | Felix Maly            | Paul-Yme Brunsmann   |
| 5. PŚJ | 12–13 stycznia 2013  | Baselga di Pinè | 500 m (13.01)          | Gerben Jorritsma     | Kai Verbij            | Armin Hager          |
| 5. PŚJ | 12–13 stycznia 2013  | Baselga di Pinè | 1500 m (13.01)         | Andrea Giovannini    | Kai Verbij            | Armin Hager          |
| 5. PŚJ | 12–13 stycznia 2013  | Baselga di Pinè | Start masowy (13.01)   | Andrea Giovannini    | Gerben Jorritsma      | Nils van der Poel    |
| 6. PŚJ | 19-20 stycznia 2013  | Astana          | 5000 m (19.01)         | Odwołano             | Odwołano              | Odwołano             |
| 6. PŚJ | 19-20 stycznia 2013  | Astana          | 1000 m (19.01)         | Odwołano             | Odwołano              | Odwołano             |
| 6. PŚJ | 19-20 stycznia 2013  | Astana          | 3000 m (19.01)         | Odwołano             | Odwołano              | Odwołano             |
| 6. PŚJ | 19-20 stycznia 2013  | Astana          | 500 m (20.01)          | Odwołano             | Odwołano              | Odwołano             |
| 6. PŚJ | 19-20 stycznia 2013  | Astana          | 1500 m (20.01)         | Odwołano             | Odwołano              | Odwołano             |
| 6. PŚJ | 19-20 stycznia 2013  | Astana          | Start masowy (20.01)   | Odwołano             | Odwołano              | Odwołano             |
| 6. PŚJ | 19–20 stycznia 2013  | Roseville       | 500 m (19.01)          | Daniel Dubreuil      | Kyle Ronchak          | Edwin Park           |
| 6. PŚJ | 19–20 stycznia 2013  | Roseville       | 1000 m (19.01)         | Daniel Dubreuil      | Edwin Park            | Steven Hartman       |
| 6. PŚJ | 19–20 stycznia 2013  | Roseville       | 3000 m (19.01)         | Ben Donnelly         | Edwin Park            | Daniel Dubreuil      |
| 6. PŚJ | 19–20 stycznia 2013  | Roseville       | 500 m (20.01)          | Edwin Park           | Daniel Dubreuil       | Kyle Ronchak         |
| 6. PŚJ | 19–20 stycznia 2013  | Roseville       | 1500 m (20.01)         | Daniel Dubreuil      | Steven Hartman        | Ben Donnelly         |
| 6. PŚJ | 19–20 stycznia 2013  | Roseville       | Start masowy (13.01)   | Edwin Park           | Steven Hartman        | Robert Goodwin       |
| 7. PŚJ | 16–17 lutego 2013    | Klobenstein     | 500 m (16.02)          | Junya Miwa           | Gerben Jorritsma      | Yuto Fujino          |
| 7. PŚJ | 16–17 lutego 2013    | Klobenstein     | 1500 m (16.02)         | Yang Fan             | Seo Jeong-soo         | Shota Nakamura       |
| 7. PŚJ | 16–17 lutego 2013    | Klobenstein     | Bieg drużynowy (16.02) | Włochy               | Holandia              | Japonia              |
| 7. PŚJ | 16–17 lutego 2013    | Klobenstein     | 1000 m (17.02)         | Konstantin Nikitin   | Kai Verbij            | Yang Fan             |
| 7. PŚJ | 16–17 lutego 2013    | Klobenstein     | 3000 m (17.02)         | Andrea Giovannini    | Kai Verbij            | Yang Fan             |
| 7. PŚJ | 16–17 lutego 2013    | Klobenstein     | Start masowy (17.02)   | Gerben Jorritsma     | Seo Jeong-soo         | Andrea Giovannini    |

#### Klasyfikacje
| Lp. | Zawodnik           | Punkty |
| --- | ------------------ | ------ |
| 1.  | Darsil Essamambo   | 278    |
| 2.  | Junya Miwa         | 274    |
| 3.  | Gerben Jorritsma   | 260    |
| 4.  | Yuto Fujino        | 213    |
| 5.  | Konstantin Nikitin | 190    |
| 6.  | Yang Fan           | 185    |
| 7.  | Armin Hager        | 175    |
| 8.  | Tian Yu            | 155    |
| 9.  | Kim Yeong-jin      | 132    |
| 10. | Piotr Michalski    | 127    |

| Lp. | Zawodnik           | Punkty |
| --- | ------------------ | ------ |
| 1.  | Kai Verbij         | 270    |
| 2.  | Yang Fan           | 260    |
| 3.  | Konstantin Nikitin | 220    |
| 4.  | Junya Miwa         | 170    |
| 5.  | Kim Yeong-jin      | 165    |
| 6.  | Armin Hager        | 140    |
| 7.  | Kim Tae-yoon       | 130    |
| 8.  | Yuto Fujino        | 118    |
| 9.  | Thijs Roozen       | 111    |
| 10. | Darsil Essamambo   | 84     |

| Lp. | Zawodnik             | Punkty |
| --- | -------------------- | ------ |
| 1.  | Yang Fan             | 245    |
| 2.  | Seo Jeong-su         | 238    |
| 3.  | Junya Miwa           | 200    |
| 4.  | Shota Nakamura       | 155    |
| 5.  | Kai Verbij           | 150    |
| 6.  | Yang Zhendong        | 123    |
| 7.  | Andrea Giovannini    | 107    |
| 8.  | Paul-Yme Brunsmann   | 101    |
| 9.  | Piotr Michalski      | 95     |
| 10. | Simen Spieler Nilsen | 80     |

| Lp. | Zawodnik           | Punkty |
| --- | ------------------ | ------ |
| 1.  | Andrea Giovannini  | 310    |
| 2.  | Seo Jeong-su       | 270    |
| 3.  | Masahito Obayashi  | 170    |
| 4.  | Yang Fan           | 159    |
| 5.  | Felix Maly         | 146    |
| 6.  | Linus Heidegger    | 142    |
| 7.  | David Andersson    | 122    |
| 8.  | Shota Nakamura     | 109    |
| 9.  | Viktor Hald Thorup | 100    |
| 10. | Thijs Roozen       | 87     |

| Lp. | Zawodnik         | Punkty |
| --- | ---------------- | ------ |
| 1.  | Włochy           | 230    |
| 2.  | Holandia         | 220    |
| 3.  | Rosja            | 135    |
| 4.  | Korea Południowa | 135    |
| 5.  | Szwecja          | 124    |
| 6.  | Niemcy           | 110    |
| 7.  | Japonia          | 105    |
| 8.  | Norwegia         | 68     |
| 9.  | Kanada           | 67     |
| 10. | Austria          | 67     |

| Lp. | Zawodnik           | Punkty |
| --- | ------------------ | ------ |
| 1.  | Gerben Jorritsma   | 320    |
| 2.  | Andrea Giovannini  | 255    |
| 3.  | Armin Hager        | 230    |
| 4.  | Yang Fan           | 155    |
| 5.  | Junya Miwa         | 140    |
| 6.  | Nicola Tumolero    | 126    |
| 7.  | Stefan Due Schmidt | 122    |
| 8.  | Linus Heidegger    | 106    |
| 9.  | Nils van der Poel  | 105    |
| 10. | Takuro Ogawa       | 100    |